# 阿尔布雷希特大公 (奥地利)
阿尔布雷希特·弗里德里希·鲁道夫，帝国亲王和奥地利大公，匈牙利和波西米亚皇家亲王，泰申公爵（德語：Albrecht Friedrich Rudolf von Österreich-Teschen，1817年8月3日—1895年2月18日），奥地利陆军元帅，匈牙利总督（1851-1860）。出身於奧地利哈布斯堡王室。
阿尔布雷希特是卡尔大公长子，1866年在库斯托扎战役击败意大利人，1888年晋升为陆军元帅。